# Ivano Bordon
Ivano Bordon (* 13. April 1951 in Venedig, Italien) ist ein ehemaliger italienischer Fußballspieler.

## Karriere
Der 1,83 m große Torwart Ivano Bordon spielte von 1970 bis 1983 bei Inter Mailand und wurde mit Inter in dieser Zeit zweimal italienischer Meister. 1983 wechselte er zu Sampdoria Genua und ließ von 1986 bis 1989 beim Serie-B-Verein Brescia Calcio seine Karriere ausklingen. Bei Inter Mailand hält er bis heute den Rekord mit 686 Spielminuten ohne Gegentor.
In der italienischen Nationalmannschaft stand er im Schatten von Dino Zoff, nahm aber als Torwart Nummer zwei an der Fußball-Weltmeisterschaft 1978 und der Fußball-Weltmeisterschaft 1982 teil. So gehörte er, ohne eine einzige Minute gespielt zu haben, zum Kader des Fußballweltmeisters 1982. Insgesamt brachte es Bordon dennoch auf 21 Länderspiele.
Der italienische Nationaltrainer Marcello Lippi holte ihn als Torwarttrainer in sein Trainerteam für die Fußball-Weltmeisterschaft 2006 in Deutschland.